# Bahnstrecke Brüssel–Quévy
Die 75,5 km lange, zweigleisige Bahnstrecke Brüssel–Quévy(–Frankreich) verbindet den Brüsseler Agglomerationsraum via Halle (Belgien), Braine-le-Comte, Mons und Quévy mit Frankreich.

## Betrieb und Geschichte
Die durch den „Etat Belge“ (im Abschnitt Brussel Midi–Mons, Ligne Dorsale) und die Nord Belge (im Abschnitt Mons–Quévy) gebaute Bahnstrecke wurde in mehreren Teilabschnitten eröffnet:
- 18. Mai 1840: Bruxelles-Midi–Tubize
- 31. Oktober 1841: Tubize–Soignies
- 19. Dezember 1841: Soignies–Mons
- 12. Dezember 1857: Mons–Quévy (frz. Grenze)

In den 1930er Jahren wurde die Strecke im Abschnitt Brüssel–Mons ausgebaut, es entstand u. a. ein eingleisiger Tunnel bei Braine-le-Comte, der 1957 zweigleisig ausgebaut wurde. Bis Ende April 1963 wurde die Strecke außerdem zwischen Mons und Frameries neu trassiert.
Bis zum 6. Januar 1963 wurde die Bahnstrecke zwischen Brüssel und Braine-le-Comte elektrifiziert. Zum 28. Mai 1963 folgte die Elektrifizierung zwischen Braine-le-Comte und Mons, bis zum 14. Juli 1963 wurde auch die Bahnstrecke zwischen Mons und der Grenze zu Frankreich elektrifiziert. Im Abschnitt Brüssel–Quévy finden 3 kV Verwendung, im Abschnitt Quévy–Frankreich 25 kV.

### Zugverkehr
Da der Abschnitt Brüssel–Halle (B) Teil der HSL 1 ist, wird die Strecke hier am dichtesten befahren (TGVs, Thalys etc.). Lediglich der InterRegio Brüssel-Flughafen–Brüssel–Quévy nutzt die Gesamtstrecke.
- Thalys:
  - Paris-Nord–Lille–Halle–Brüssel–Amsterdam
  - Paris-Nord–Lille–Halle–Brüssel–Köln
  - Marne-la-Vallée–Halle–Brüssel
- Eurostar:
  - London–Halle–Brüssel
- TGV:
  - Nizza–Halle–Brüssel
  - Bordeaux–Halle–Brüssel
  - Marseille–Halle–Brüssel
  - Perpignan–Halle–Brüssel
- InterCity (F, H):
  - Quiévrain–Mons–Halle–Brüssel–Lüttich
  - Mouscron–Halle–Brüssel–Schaerbeek
- InterRegio (d, g, j):
  - Geraardsbergen–Halle–Brüssel–Leuven
  - Manage–Braine-le-Comte–Halle–Brüssel–Turnhout
  - Quévy–Mons–Halle–Brüssel–Brüssel-Flughafen
- Regional-Express:
  - Quévy–Maubeuge (F)
  - Quévy–Aulnoye (F)
- L-Trein:
  - Soignes–Mons
  - Ath–Mons

## Unfall
Am 15. Februar 2010 kam es um 08:28 Uhr auf der Strecke 96E (Spoorlijn 96) zwischen Buizingen und Halle (Belgien) zum folgenschwersten Unfall in Belgien seit Jahrzehnten mit 19 Todesopfern und vielen Schwerverletzten.